# 奥罗拉航空 (斯洛文尼亚)
奥罗拉航空（英語：Aurora Airlines）曾是一家总部位于卢布尔雅那的斯洛文尼亚航空公司。奥罗拉航空运营从德国各大城市出发前往科索沃的航班，因而其主要业务是代替科索沃航空来运营航线。